# Valéria de Oliveira
Valéria Maria de Oliveira (Duque de Caxias, 2 de julho de 1974) é uma ex-handebolista brasileira. Ela competiu no torneio feminino nos Jogos Olímpicos de Verão de 2000, realizados em Sydney, na Austrália, onde o Brasil terminou em 8.º lugar.